# 割元
割元（わりもと）は、江戸時代の農村における役職。

## 概要
割元の身分は士分に準じており、郷士としての家格を付与されている者も多く、藩によっては扶持を与えられていることもあった。立場としては代官・郡代と庄屋の中間の立場であり、数ケ村から数十ケ村を一括支配し、年貢や諸役などの割り振り、指令などを行った。
割元の職位は世襲によって受け継がれることもあれば、有力庄屋同士の互選(入れ札)で選ばれることもあり、地方によって異なっていた。
地域によっては異なる職名で呼ばれていることもあり、「大庄屋」「割本」「十村」「割元総代」「割元名主」「割元庄屋」「割庄屋」などと呼ばれた。
職名の地域差については、次のとおり
十村…主に加賀藩領内
割庄屋…主に広島藩領内
割元名主…主に東日本。村の長を「名主」と呼ぶ地域では、この職名が多かった。
大庄屋…主に西日本。村の長を「庄屋」と呼ぶ地域では、この職名が多かった。

## 関連人物
・犬養毅…庭瀬藩の大庄屋の家柄
・中岡慎太郎…父が土佐藩の大庄屋
・西田幾多郎…加賀藩の十村の家柄
- 色川三郎兵衛…実父が上総国屋形村の割元格名主